# Henri Myntti
Henri Myntti (ur. 23 marca 1982 w Kokkoli) – fiński piłkarz występujący na pozycji obrońcy lub napastnika. Zawodnik i trener klubu KPV. Wnuk innego piłkarza, Stiga-Görana Myntti.

## Kariera klubowa
Myntti karierę rozpoczynał w sezonie 1999 w drugoligowym zespole KPV. W debiutanckim sezonie spadł z nim jednak do trzeciej ligi. W 2001 roku przeszedł do drugoligowego FF Jaro, jednak jeszcze w tym samym roku odszedł stamtąd do norweskiego Tromsø IL. W sezonie 2002 był wypożyczony do FC Hämeenlinna, a w sezonie 2003 do FF Jaro.
W 2004 roku Myntti wrócił do KPV. W sezonie 2004 awansował z nim z trzeciej ligi do drugiej. W 2007 roku został graczem pierwszoligowego Tampere United i w sezonie 2007 zdobył z nim mistrzostwo Finlandii oraz Puchar Finlandii. W sezonie 2008 z 13 bramkami na koncie, wraz z Aleksandrem Kokko, został królem strzelców pierwszej ligi fińskiej.
Na początku 2009 roku Myntti przeszedł do niemieckiej Hansa Rostock, grającej w 2. Bundeslidze. Zadebiutował w niej 1 lutego 2009 w przegranym 0:1 meczu z MSV Duisburg. W barwach Hansy rozegrał 8 spotkań i zdobył jedną bramkę. W listopadzie 2009 odszedł z klubu, a w grudniu tego samego roku podpisał kontrakt z Tampere United. Spędził tam dwa sezony. W 2011 roku został grającym trenerem zespołu KPV, występującego w trzeciej lidze. W sezonie 2015 awansował z nim do drugiej ligi.

## Kariera reprezentacyjna
Myntti reprezentował Finlandię na szczeblu U-17, U-18, U-19, U-20 oraz U-21.